# Lisle-sur-Tarn

Lisle-sur-Tarn este o comună în departamentul Tarn din sudul Franței. În 2009 avea o populație de 4.226 de locuitori.

## Evoluția populației
| An        | 1975  | 1982  | 1990  | 1999  | 2006  | 2009  |
| --------- | ----- | ----- | ----- | ----- | ----- | ----- |
| Populație | 3.385 | 3.413 | 3.588 | 3.683 | 4.110 | 4.226 |